# Cumrun Vafa
Cumrun Vafa (em persa: کامران وفا; Teerã, 1 de agosto de 1960) é um físico estadunidense nascido no Irã. É o criador da teoria-F, uma ramificação da teoria das cordas (assim como a teoria-M).
Foi palestrante plenário do Congresso Internacional de Matemáticos em Berlim (1998: Geometric Physics).